# Blegny
 (août 2016).
Ne doit pas être confondu avec Bligny ou Bleigny-le-Carreau.
Blegny (prononcé [bleɲi] ; en wallon Blègné) est une commune francophone de Belgique située en Région wallonne dans la province de Liège, au pays de Herve.

## Géographie

### Commune
Blegny fait partie de la région de la Basse-Meuse. La commune est traversée par les ruisseaux du Bolland et de la Julienne.

#### Sections de commune
| # | Nom        | Superf. (km²) | Habitants (2020) | Habitants par km² | Code INS |
| - | ---------- | ------------- | ---------------- | ----------------- | -------- |
| 1 | Trembleur  | 6,85          | 3.524            | 515               | 62119A   |
| 2 | Mortier    | 5,01          | 1.312            | 262               | 62119B   |
| 3 | Barchon    | 2,83          | 1.161            | 410               | 62119C   |
| 4 | Saive      | 6,94          | 4.809            | 693               | 62119D   |
| 5 | Housse     | 2,38          | 1.442            | 607               | 62119E   |
| 6 | Saint-Remy | 2,07          | 1.139            | 550               | 62119F   |

#### Hameaux
Loneux et Parfondvaux.

### Communes limitrophes
| Visé  |              | Dalhem   |
| Liège | Blegny       | Herve    |
|       | Beyne-Heusay | Soumagne |

## Démographie
En tenant compte des anciennes communes entraînées dans la fusion de communes de 1977, on peut dresser l'évolution suivante :
Les chiffres des années 1831 à 1970 tiennent compte des chiffres des anciennes communes fusionnées.
- Source: DGS , de 1831 à 1981=recensements population; à partir de 1990 = nombre d'habitants chaque 1 janvier[2]

## Histoire

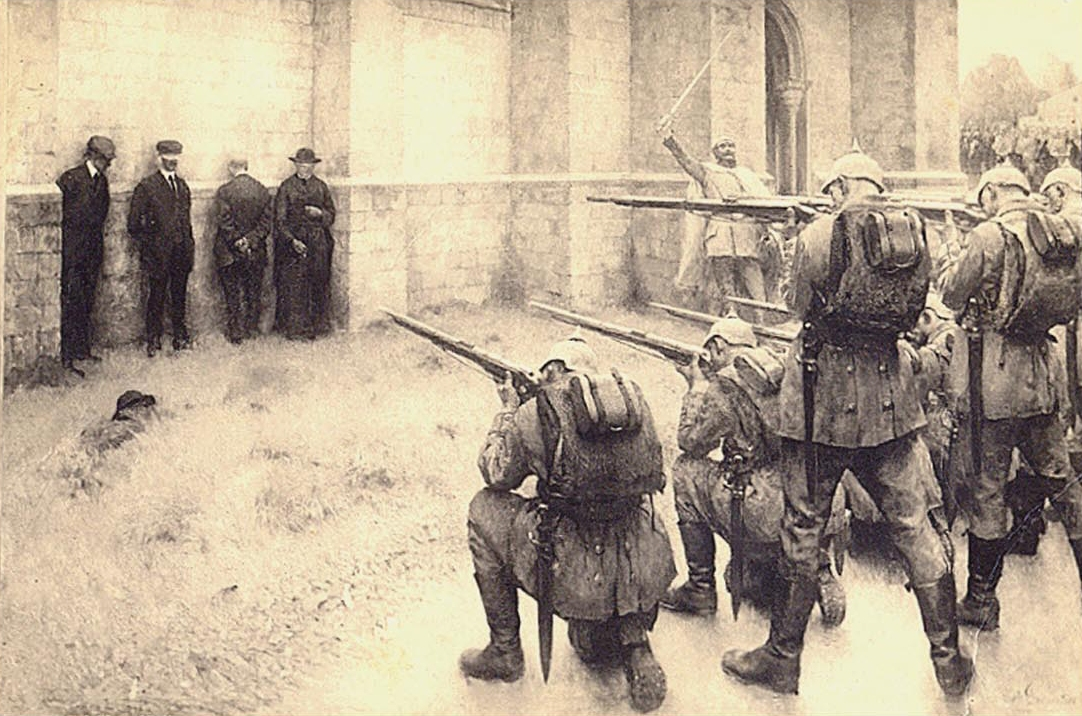
L'exécution des notables de Blégny, 1914, par Évariste Carpentier (~1918}.

Le 6 août 1914, le 16e RI de l'armée impériale allemande y passa par les armes 19 civils et y détruisit 46 maisons lors d'atrocités commises au début de l'invasion.
La commune fut créée le 1er janvier 1977, par fusion de plusieurs localités des environs ; le nom de « Blegny » est en fait le nom d'un hameau du village de Trembleur.

## Héraldique
|  | La commune possède des armoiries qui lui ont été octroyées le 18 décembre 1991. Les lions dans la moitié supérieure sont ceux de la famille Lannoy-Clervaux, seigneurs de Trembleur de 1675 jusqu'à la fin du XVIIIe siècle. L'aigle et l'arbre sont les armoiries de la famille Méan, seigneurs de Saive et apparaissaient sur un sceau du village depuis 1730. Le château provient des armoiries du Comté de Dalhem auquel historiquement une grande partie de la région appartenait. Les outils et la lampe de mineur dans la base font référence à l'ancienne importance des mines dans la région. Blasonnement : Écartelé en sautoir ; en chef, d'argent à trois lions de sinople, armés et lampassés de gueules, couronnés d'or ; à dextre, d'argent à un arbre au naturel, fruité d'or, posé sur un tertre de sinople, à l'aigle de sable, becquée et membrée de gueules, couronnée à l'antique d'or, tenant dans ses serres une trangle alésée d'or ; à senestre, d'argent à un château de gueules, ouvert et ajouré, à trois tours crénelées et aiourees, celle du milieu plus haute et plus large que les deux autres ; en pointe, de sable à deux pics de mineurs passés en sautoir, à une lampe de mineur brochant sur les pics, le tout d'argent. Source du blasonnement : Heraldy of the World. |

## Politique et administration

### Conseil et collège communal 2024-2030
Ci-dessous, le tableau des résultats des élections communales de 2024.
| Parti | Parti       | Voix (2024) | Voix (2018) | % (2024) | % (2018) | +/-     | Sièges  | +/-  | Collège |
| ----- | ----------- | ----------- | ----------- | -------- | -------- | ------- | ------- | ---- | ------- |
|       | PS          | 3.836       | 5.144       | 43,74%   | 58,54%   | 14.81 % | 10 / 23 | 5.0  | Non     |
|       | BLEGNY PLUS | 4.935       | -           | 56,26%   | -        | 0.0 %   | 13 / 23 | 13.0 | Oui     |
|       | MR          | -           | 1.532       | -        | 17,43%   | 0.0 %   | - / 23  | 3.0  | Non     |
|       | ICdh        | -           | 2.111       | -        | 24,02%   | 0.0 %   | - / 23  | 5.0  | Non     |
| Total | Total       | 8 771       | 8 787       | 100 %    | 100 %    |         | 23      |      |         |

| Collège communal   |                    |                           |
| ------------------ | ------------------ | ------------------------- |
| Bourgmestre        | Jérôme Cochart     | MR - BLEGNY PLUS          |
| 1er Échevin        | Serge Ernst        | Les Engagés - BLEGNY PLUS |
| 2e Échevine        | Anne de Lavareille | BLEGNY PLUS               |
| 3e Échevin         | Arnaud Leclercq    | BLEGNY PLUS               |
| 4e Échevin         | Victor Zinnen      | MR - BLEGNY PLUS          |
| 5e Échevin         | Jean Marie Lacroix | BLEGNY PLUS               |
| Présidente du CPAS | Isabelle Renwart   | Les Engagés - BLEGNY PLUS |

### Liste des bourgmestres depuis 1977
- Marc Bolland, de 2003 à 2023, (PS).
- Jérôme Cochart, de 2024 à aujourd'hui, (MR)

## Patrimoine et culture

### Patrimoine architectural et sites

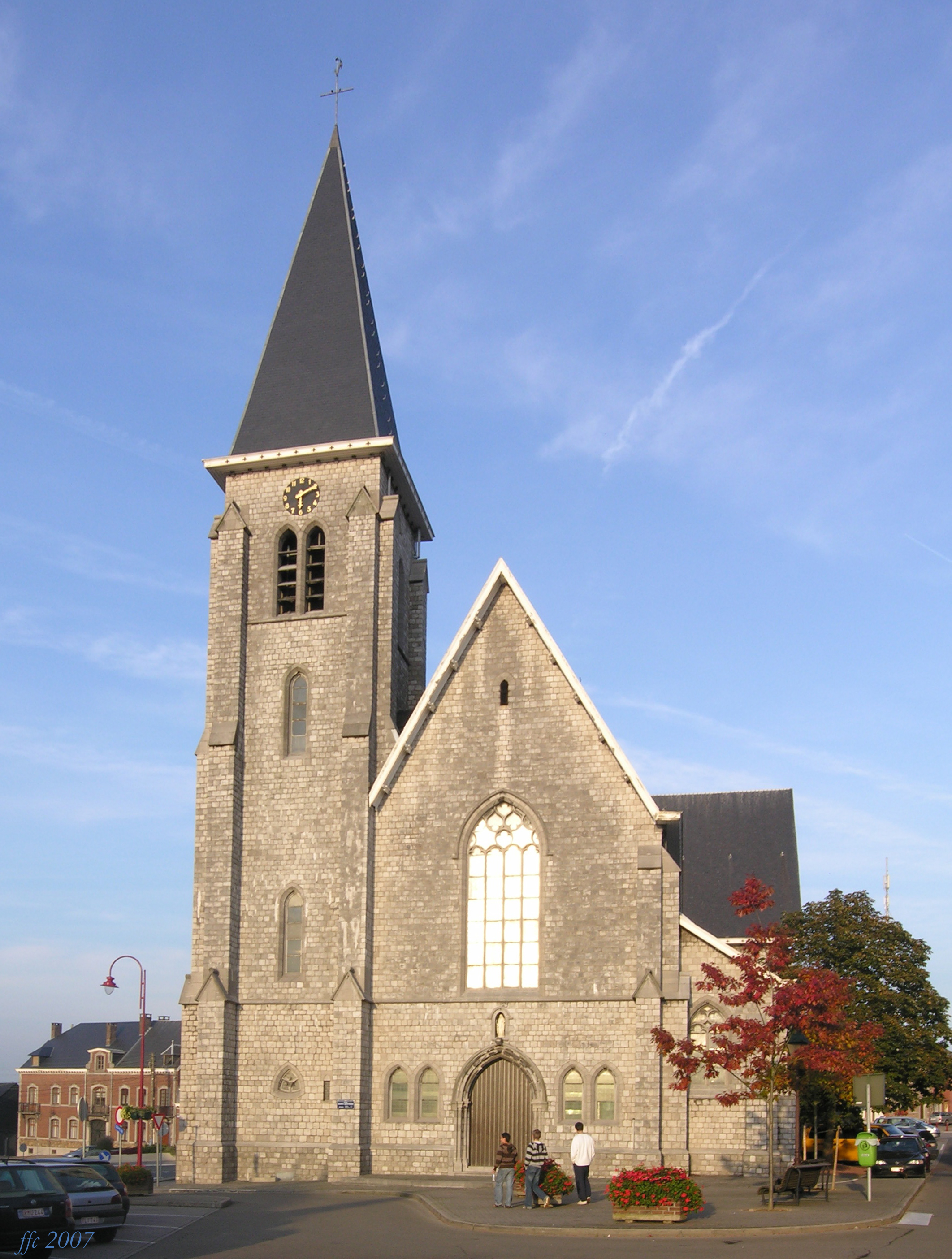
L'église Sainte-Gertrude.

Le village de Trembleur abrite le domaine de Blegny-Mine, ancienne mine de charbon dorénavant affectée au tourisme et inscrite au patrimoine mondial de l'UNESCO depuis 2012.
Un autre site incontournable est le fort de Barchon, un des grands remparts de défense de l'armée belge durant les deux guerres mondiales.
- Château Blanc, à Mortier, manoir du XIXe siècle.

#### Cimetière
Blegny possède deux cimetières, le nouveau situé rue des frères Hackin et l'ancien rue de l'Égalité.

## Personnalités
- Henri Daniel Guyot (1753-1828) : pasteur et fondateur du premier institut pour sourds aux Pays-Bas, né à Trois Fontaines, un hameau de Blegny.
- Pierre Machiels (1931-2014) : coureur cycliste né et mort à Saive, section de la commune de Blegny.
- François Maréchal (1861-1945) : peintre-graveur, recteur de l'Académie Royale des Beaux-Arts de Liège (1911-1920), né à Housse, descendant d'une famille de Maîtres-Armuriers. Il est considéré comme un des meilleurs aquafortistes contemporains belges. Officier de l'Ordre de Léopold.
- Morgane (chanteuse) - Ingrid Simonis (1975- ) : révélée par l'émission phare des années 1990 en Belgique (10 qu'on aime). Elle a participé à l'Eurovision 1992 en Suède, alors qu'elle n'avait que 17 ans. À l'âge de 12 ans, elle commence à chanter dans des kermesses. En 1991, lors d'un concert, elle rencontre Anne-Marie Gaspard et Claude Barzotti qui lui proposent une collaboration. À la suite de cette rencontre, elle enregistre « Un amour aussi grand ».